# Nye Borgerlige
Nye Borgerlige är ett nationalkonservativt och ekonomiskt liberalt, danskt politiskt parti. Partiet grundades hösten 2015 av Pernille Vermund och Peter Seier Christensen. I folketingsvalet 2019 valdes Nye Borgerlige in i folketinget för första gången.
Partiet har partibokstaven D och dess ungdomsorganisation heter Nye Borgerliges Ungdom (NBU).
Partiet befinner sig politiskt i den nationalkonservativa rörelsen i Danmark och profilerar sig som ett mer invandringskritiskt alternativ än Dansk Folkeparti. Partiledaren Pernille Vermund satt tidigare i Helsingörs kommunfullmäktige och var folketingskandidat för Det Konservative Folkeparti. Nye Borgerlige beskriver sin politik som en kombination av Liberal Alliances ekonomiska politik och Dansk Folkepartis värdepolitik. Partiet vill se ett danskt utträde ur EU. I förbindelse med flykting- och migrantkrisen 2015 markerade sig partiet som anhängare av ett totalstopp för asylbehandling i Danmark.
Vid 2019 års folketingsval fick partiet 2,4 procent av rösterna, vilket gav fyra mandat. Vid 2022 års folketingsval nådde partiet 3,7 procent av rösterna, vilket gav sex mandat. I januari 2024 föreslog partiledaren Pernille Vermund att partiet skulle läggas ned, eftersom hon ansåg att det fanns för många partier till höger i dansk politik. Hon valde för egen del att istället bli medlem i Liberal Alliance. I april samma år beslutade Nye Borgerliges årsmöte dock att partiet skulle fortsätta att finnas. Till ny partiledare valdes Martin Henriksen, tidigare folketingsledamot för Dansk Folkeparti.